# Polo aquático nos Jogos Olímpicos de Verão de 1900
O polo aquático integrou o programa olímpico pela primeira vez nos Jogos Olímpicos de Verão de 1900 em Paris, França. Foi o primeiro esporte coletivo a ser realizado em olimpíadas.
Oito times nacionais entraram na disputa representando seus respectivos países. A fórmula do torneio era de eliminação simples em jogo único, até se chegar aos dois finalistas.

## Masculino
| Ouro | Prata | Bronze | Bronze |
| Grã-Bretanha (GBR) Osborne Swimming Club Thomas Coe John Derbyshire Peter Kemp William Lister Arthur Robertson Eric Robinson George Wilkinson | Bélgica (BEL) Brussels Swimming and Water Polo Club Jean de Backer Victor de Behr Henri Cohen Fernand Feyaerts Oscar Grégoire Albert Michant Victor Sonnemans | França (FRA) Libellule de Paris Thomas Burgess Jules Clévenot Alphonse Decuyper Louis Laufray Henri Peslier Pesloy Paul Vasseur | França (FRA) Pupilles de Neptune de Lille Eugène Coulon Fardelle Favier Leriche Louis Martin Désiré Mérchez Charles Treffel |

## Quartas-de-final
| 11 de agosto | Osborne Swimming Club                 | 12 | - | 0 | Tritons Lillois                |
| 11 de agosto | Pupilles de Neptune de Lille 2        | 3  | - | 2 | Berliner Swimming Club Otter   |
| 11 de agosto | Brussels Swimming and Water Polo Club | 2  | - | 0 | Pupilles de Neptune de Lille 1 |

O Libellule de Paris, da França, avançou direto as semifinais.

## Semifinal
Após a semifinal não houve disputa de terceiro lugar. As duas equipes perdedoras receberam a medalha de bronze.
| 12 de agosto | Osborne Swimming Club                 | 10 | - | 1 | Pupilles de Neptune de Lille 2 |
| 12 de agosto | Brussels Swimming and Water Polo Club | 5  | - | 1 | Libellule de Paris             |

## Final
| 12 de agosto | Osborne Swimming Club | 7 | - | 2 | Brussels Swimming and Water Polo Club |